# Seritia
Seritia är ett släkte av plattmaskar. Seritia ingår i familjen Umagillidae.
Släktet innehåller bara arten Seritia elegans.